# Banca Mediolanum
Banca Mediolanum SpA es un conglomerado bancario, de seguros y de gestión de activos que es empresa matriz del grupo italiano Mediolanum. El CEO de la empresa es Massimo Antonio Doris y cotiza en la Bolsa de Italia como miembro del índice FTSE MIB desde finales de 2015.

## Historia
Mediolanum Group fue fundado por Ennio Doris, segundo mayor accionista del conglomerado. La empresa proporciona servicios de gestión de activos, banca y seguros a clientes en Italia, España ( con marcas como Banco Mediolanum y antes Fibanc ) y Alemania ( Bankhaus August Lenz & Co. ). A pesar de estar en el sexto lugar por capitalización bursátil entre las empresas de servicios financieros italianas (detrás de Intesa Sanpaolo, Unicredit, Assicurazioni Generali, UnipolSai y Mediobanca ) en 2016, el conglomerado (Gruppo Mediolanum SpA) ocupó el puesto 13 por activos totales entre los bancos (datos de 2014),  siendo mucho más pequeño en tamaño por activos ponderados por riesgo, por lo que el conglomerado (Mediolanum SpA ni Banca Mediolanum) no fue designado como una "institución significativa" bajo el Mecanismo Único de Supervisión de la UE. Sin embargo, después de que Banca Mediolanum revirtiera la fusión con Mediolanum, el Banco Central Europeo inició una evaluación exhaustiva para ponderar nuevamente el conglomerado y decidió que este no sería incluido.  Finalmente, Banca Mediolanum ha sido designada en 2021 como Institución Significativa bajo los criterios de la Supervisión Bancaria Europea, y como consecuencia está directamente supervisada por el Banco Central Europeo.
En 2025, el Banco Mediolanum llegó a los 1.700 millones de euros en patrimonio gestionado en Andalucía y Extremadura, con cerca de 38.000 clientes, según la consultora independiente Stiga, cuando en 2018 apenas superaba los 600 millones de euros en patrimonio gestionado.